# Sakamoto Tarō
Sakamoto Tarō (japanisch 坂本 太郎; geboren 7. Oktober 1901 in Hamamatsu (Präfektur Shizuoka); gestorben 16. Februar 1987) war ein japanischer Historiker.

## Leben und Werk
Sakamoto Tarō studierte von 1923 bis 1929 am Department für Geschichte der Universität Tōkyō. 1926 wurde er dort Assistenzprofessor, 1945 Professor, 1951 zugleich Direktor des Geschichts-Editionsstelle „Taishika hensanjo“ (大史料編纂所). Nach seiner Emeritierung 1957 war er bis 1968 Professor an der Kokugakuin-Universität. Außerdem war er Vorsitzender des „Beratungsausschusses für die Bewahrung von Kulturgütern“  (文化財保護審議会, Bunkazai hogo shingikai), Präsident der „Gesellschaft für Geschichtswissenschaft“ (史学会理事長) und der „Gesellschaft für japanische Geschichte“ (日本歴史学会会長).
Sakamoto ist bekannt für seine nationalbetonten Studien zur alten japanischen Geschichte durch genaue Studien alter Berichte, vor allem aus dem 8. und 9. Jahrhundert, genannt die „Rikkokushi“ (立国史) und die juristischen Kodifizierungen des 7. und 8. Jahrhunderts, genannt „Ritsuryō“ (律令). Neben seiner Editierung der „Shintei zōho kokushi taikei“ (新訂增補・國史大系) verfasste er wie Werke „Nihon kodaishi no kiso kenkyū“ (日本古代史の基礎的研究; 2 Bände; 1964), „Besonderheiten der japanischen Geschichte“ (日本歴史の特性, Nihon rekishi no tokusei; 1967) und „Shōtoku Taishi“ (聖徳太子) 1979. Eine Reihe seiner Werke sind ins Englische übersetzt worden.
1972 wurde Sakamoto als Person mit besonderen kulturellen Verdiensten geehrt, 1982 wurde er mit dem Kulturorden ausgezeichnet.